# Amsterdam Sloterdijk
Amsterdam Sloterdijk – jeden z największych dworców kolejowych w Amsterdamie, położony na zachód od Amsterdam Centraal Station.
| Amsterdam Sloterdijk                      |  |                                        |
| Linia                                     |  |                                        |
| Amsterdam Centraal Stationodległość: 2 km |  | Amsterdam De Vlugtlaan odległość: 2 km |

| Amsterdam Sloterdijk                      |  |                                    |
| Linia                                     |  |                                    |
| Amsterdam Centraal Stationodległość: 2 km |  | Zwanenburg-Halfweg odległość: 6 km |

| Amsterdam Sloterdijk   |  |                                            |
| Linia                  |  |                                            |
| Zaandamodległość: 8 km |  | Amsterdam Centraal Station odległość: 2 km |